# Мочалов, Николай Илларионович
Николай Илларионович Мочалов (27 апреля [9 мая] 1863, Санкт-Петербург — после октября 1916) — генерал-майор, начальник Казанского, Енисейского, Костромского, Архангельского, Пермского губернских жандармских управлений.

## Происхождение, образование, служба на флоте
Родился в Санкт-Петербурге 27 апреля (9 мая) 1863 года. Происходил «из личных дворян», православного вероисповедания.
С 10 сентября 1879 года воспитывался в Техническом училище морского ведомства». С 27 мая 1881 года — младший унтер-офицер, с 22 мая 1882 — кондуктор, с 5 октября 1882 — фельдфебель. На действительной службе числился с 30 сентября 1880 года.
С 16 июня по 1 сентября 1880, с 25 мая  по 8 сентября 1882 и с 27 мая по 14 сентября 1883 годов он находился «для летних практических занятий артиллериею» на броненосной батарее «Первенец» в плавании по Финскому заливу и Балтийскому морю, с 5 июня по 19 августа 1881 года — «для летних практических занятий» — в Кронштадте («в лаборатории и артиллерийских мастерских»).
30 сентября 1883 года был произведён прапорщиком в Корпус морской артиллерии, 14 октября 1883 года зачислен в 5-й флотский экипаж. С 22 сентября 1884 года он стал «обязательным слушателем минного офицерского класса», но уже 9 ноября того же года был отчислен от него «в экипаж» по болезни. 
24 марта 1885 года был произведён в подпоручики, а 12 сентября 1886 был назначен «в обучающий состав учебно-артиллерийской команды».
С 13 апреля по 9 июня и с 4 по 10 июля 1885 г. он ходил на канонерской лодке «Вихрь» («под командою капитана 2 ранга Пуцыло») в плавании по Финскому заливу, с 1 июня по 31 августа 1886 г. — на двухбашенной броненосной лодке «Смерч» («под командованием капитана 2 ранга Мертваго»), в составе судов шхерного отряда, в плавании по Балтийскому морю.

## Служба в жандармерии
Жандармскую службу Н. И. Мочалов начал 3 июля 1887 года, будучи прикомандирован к штабу Отдельного корпуса жандармов (ОКЖ) «для испытания на службе и перевода впоследствии в этот корпус»; 31 июля 1887 года он был прикомандирован «для довольствия» к 8-му флотскому экипажу; 3 ноября 1887 года Высочайшим приказом по военному ведомству был переведён в Отдельный корпус жандармов «с переименованием в корнеты» и 10 ноября — приказом по ОКЖ за № 102 — «оставлен прикомандированным, по делам службы», к штабу ОКЖ.
Приказом по ОКЖ № 7 от 22 января 1888 г. он был назначен адъютантом Архангельского губернского жандармского управления, с 14 января по 28 мая 1889 г. — временно исправлял должность помощника начальника управления в Пинежском и Мезенском уездах, 30 августа 1889 года был произведён в поручики (со старшинством с 24 марта 1889 г.).
27 сентября 1889 г. приказом по ОКЖ за № 85 был назначен адъютантом Казанского губернского жандармского управления (КГЖУ) (прибыл к новому месту служения 31 октября). С 28 января 1892 года приказом по ОКЖ за № 9 был отчислен от данной должности «с оставлением в отдельном корпусе жандармов, с зачислением в резерв и с назначением в распоряжение начальника того же управления» (вступил в отправление новой должности 8 февраля 1892 г.); 30 августа 1894 года произведён в штабс-ротмистры.
3 февраля 1895 г. приказом по ОКЖ за № 16 он был назначен и. д. помощника начальника Ярославского губернского жандармского управления в Рыбинском и Мологском уездах, с производством в ротмистры и утверждением 6 декабря 1895 года в данной должности.
Приказом по ОКЖ № 16 от 15 февраля 1897 г. был назначен помощником начальника Петроковского губернского жандармского управления в городе Лодзи, но 28 марта того же года, «не прибывая к месту назначения», приказом по ОКЖ за № 22, был отчислен от должности, с оставлением в ОКЖ и с назначением в распоряжение Санкт-Петербургского градоначальника. С 8 апреля 1897 года он был помощником начальника Отделения по охранению общественной безопасности и порядка в Санкт-Петербурге. 
В августе 1897 года был командирован в Варшаву и Белосток «во время пребывания Их Величеств в пределах царства Польского и Гродненской губернии». За эту службу 27 сентября 1897 г. ему был «Всемилостивейше пожалован золотой портсигар с сапфиром и изображением государственного герба, украшенного бриллиантами».
9 апреля 1900 года император Николай II, по всеподданнейшему докладу министра внутренних дел «об особых заслугах» ротмистра Н. И. Мочалова, пожаловал его чином подполковника. 
С 27 июля 1901 г. по 1 января 1902 г. он был временно исполнявшим обязанности начальника Отделения по охранению общественной безопасности и порядка в Санкт-Петербурге.
С 14 декабря 1901 года приказом по ОКЖ за № 122 был назначен и. д. начальника Томского губернского жандармского управления, а уже 20 февраля 1902 года — приказом по ОКЖ за № 14 — и. д. начальника КГЖУ. 
С 12 июля по 5 августа 1902 года был в Санкт-Петербурге, в Департаменте полиции МВД «для объяснений по служебным делам», с 17 мая по 3 июня 1903 г. — «по делам Департамента полиции»; 6 мая 1904 года за отличие по службе он был произведён в полковники.
21 мая 1905 года приказом по ОКЖ за № 66 был «отчислен от должности» начальника КГЖУ с оставлением в ОКЖ и прикомандированием к штабу последнего. Об этом он, уже в качестве «Вр. и. д.» начальника КГЖУ, объявил приказом по последнему № 77 от 28 мая 1905 г. На второй день — 29 мая 1905 г. — Н. И. Мочалов отбыл в разрешённый ему тем же приказом по ОКЖ двухмесячный отпуск в Лифляндскую губернию «для лечения болезни», поручив временное исполнение своих обязанностей подполковнику К. И. Калинину.
6 февраля 1906 г. был назначен начальником Енисейского губернского жандармского управления, 7 сентября 1906 г. — начальником Костромского губернского жандармского управления, 1 марта 1908 г. — начальником Архангельского губернского жандармского управления; 6 декабря 1912 года произведён в генерал-майоры.
29 июня 1915 года был назначен начальником Пермского губернского жандармского управления.
Уволен от службы по болезни с пенсией и мундиром 3 октября 1916 года..

## Награды
Имел ордена: Святого Станислава 2-й (.01.01.1900) и 3-й (17.04.1894) степеней, Св. Анны 3-й степени (13.04.1897), Св. Владимира 3-й (10.04.1911) и 4-й (06.12.1906) степеней, а также серебряную медаль «на Александровской ленте» «В память царствования в Бозе почивающего Императора Александра III». 
Был также награждён иностранными орденами и медалями: французскими — орденом Кавалерского креста Почётного легиона (Высочайше разрешено принять и носить 26 февраля 1898) и золотой медалью (разрешено принять и носить 27 июня 1901), бухарским орденом Серебряной звезды 1-й степени, пожалованным Бухарским эмиром (разрешено принять и носить 22 сентября 1898), болгарским орденом Святого Александра 5-й степени (разрешено принять и носить 21 января 1900) и персидским орденом Льва и Солнца 2-й степени «со звездою» (разрешено принять и носить 30 октября 1901)

## Семья
Был женат на дочери архангельского 2-й гильдии купца Альме Яковлевне Мочаловой (в девичестве — Клафтон) (лютеранского вероисповедания) (29 января 1869—18 мая 1911). 
Имел трёх сыновей и трех дочерей: Лидию (род. 16 июля 1891), Евгению (род. 25 января 1893), Николая (род. 18 апреля 1894), Георгия (род. 18 ноября 1895) (в «Послужном списке» Н. И. Мочалова, датированном февралём 1903 года, его сын Георгий был прописан, но впоследствии вычеркнут), Владимира (род. 30 апреля  1902) и Вера (17 января 1906—5 августа 1986, Салават, Башкостостан).